# Cnemaspis koehleri
Espèce
Statut de conservation UICN

 LC  : Préoccupation mineure
Cnemaspis koehleri est une espèce de geckos de la famille des Gekkonidae.

## Répartition
Cette espèce se rencontre en Guinée équatoriale et au Cameroun.

## Étymologie
Cette espèce est nommée en l'honneur de Max Köhler.

## Publication originale
- Mertens, 1937 : Eine neue, tiergeographisch bemerkenswerte Eidechse aus Kamerun. Senckenbergiana, vol. 19, p. 381-384.